# Alegrijes y rebujos
Alegrijes y rebujos es una telenovela musical infantil de aventuras y terror infantil mexicana producida por Rosy Ocampo para Televisa, entre 2003 y 2004. La telenovela es una historia original de Palmira Olguín, que trata sobre un grupo de niños que se aventuran a entrar a una misteriosa mansión que se encuentra en su mismo vecindario. Se estrenó por el Canal de las Estrellas el 4 de agosto de 2003 en sustitución de De pocas, pocas pulgas y finalizó el 20 de febrero de 2004 siendo reemplazado por Amy, la niña de la mochila azul.
Está protagonizada por Miguel de León, Héctor Ortega, Luis Roberto Guzmán y Jacqueline Bracamontes como protagonistas adultos y por María Chacón y Miguel Martínez como protagonistas infantiles, junto con Rosa María Bianchi, Allisson Lozz, Diego Boneta, Jesús Zavala, Sebastián Rulli, Luz Elena González y Eugenia Cauduro (quien fue reemplazada por Cecilia Gabriela) en los roles antagónicos.

## Sinopsis
Sofía Domínguez es una niña huérfana de madre que vive con su papá, el doctor Antonio Domínguez, su malvada madrastra Mercedes y tiene un hermano menor llamado Esteban. Estos dos últimos se esfuerzan por hacer quedar mal a Sofía siempre que pueden, mientras su padre trabaja todo el día en un laboratorio.
Sofía tiene varios amigos que son sus vecinos y un día deciden entrar en la "mansión embrujada" de la calle Villa Luz, donde vive un extraño hombre llamado Chon y que trabajaba para su difunto patrón "Don Darvelio" al momento de entrar vivirán grandes aventuras y lucharán para derrotar las malignas fuerzas de Helga, la "Gran Rebruja" que amenaza constantemente la vida de Sofía pues es la única que puede destruirla.

## Reparto

### Principales
- Eugenia Cauduro como Mercedes Goyeneche de Domínguez #1
- Cecilia Gabriela como Mercedes Goyeneche de Domínguez #2
- Miguel de León como Antonio Domínguez
- Jacqueline Bracamontes como Angélica Rivas Márquez
- Luis Roberto Guzmán como Bruno Reyes
- Rosa María Bianchi como Helga Aguayo Vargas "La Rebruja" / Helga Granados
- Héctor Ortega como Don Darvelio Granados Linares
- Salvador Sánchez como Asunción Yunque "Chon"
- Olivia Bucio como Teresa Aguayo Rosas de Garza "Tere"
- Luz Elena González como Irina Calleja
- Sebastián Rulli como Rogelio Díaz Mercado
- Raquel Pankowsky como Consuelo Márquez Viuda de Rivas "Chelito"
- Roxana Castellanos como Elvira Gómez de Sánchez
- Rubén Cerda como Rodolfo Maldonado "Fito"
- Adriana Laffan como Flor Cárdenas de Maldonado
- Miguel Martínez como Alfonso Pascual "El Alcachofa"
- María Chacón como Sofía Domínguez "Chofis"
- Jesús Zavala como Esteban Domínguez Goyeneche
- Diego Boneta como Ricardo Sánchez Gómez
- Nora Cano como Nayeli Sánchez Gómez
- Michelle Álvarez como Ernestina Garza Aguayo
- Tony Cobián  como Pablo Maldonado Cárdenas "El Chuletón"
- Arath de la Torre como Matías Sánchez
- Allisson Lozz como Allisson Rebolledo

### Recurrentes e invitados especiales
- Esteban Franco como Tío de Alfonso
- Margarito Esparza como Reficus
- Alfonso Iturralde como Santiago Garza
- Raúl Sebastián como Fantasma de Darvelio de niño
- Andrés Salas como Luis Domínguez
- Salvador Garcini como Lorenzo Pedroza
- Paco Ibáñez como Capitán Sangre
- Aida Pierce como Madame Meshú
- Archie Lafranco como Claudio
- Odín Dupeyrón como Lupillo Ordóñez
- Héctor Parra como Enrique Samaniego
- Héctor Cruz como Polo Velarde
- José Antonio Ferral como Policía
- Alejandro Villeli como Duende mágico
- César Castro como Abogado Carvajal
- Juan Romanca como Doctor
- Radamés de Jesús como Veterinario
- Martha Sabrina como Margarita
- Pamela Longoria como Alondra Domínguez Goyeneche
- Carlos Speitzer como Niño de la dimensión de las tinieblas / Adrián González Pedrero "El Gato"
- Danna Paola como Amy Granados
- Joseph Sasson como Raúl Hinojosa

## Personajes

### Adultos
- Antonio Domínguez (Miguel de León): Es padre de Sofía y Esteban, esposo de Mercedes. Es doctor y trabaja todo el día en un laboratorio, con el cual evita así estar con su familia, pues usualmente tiene discusiones en casa. A pesar de ello, quiere mucho a sus hijos y es muy sensato y justo. Mercedes es su segundo matrimonio, pues su esposa anterior, con quien tuvo a Sofía, falleció cuando su hija acababa de nacer. Episodios: 1-135.
- Mercedes Goyeneche (Eugenia Cauduro/Cecilia Gabriela): Es madre de Esteban, madrastra de Sofía y segunda esposa de Antonio. No quiere a su hijastra, por lo que siempre intenta dejarla en mal ante su esposo, pues ella quiere ser feliz con él y con su hijo a solas. Siempre tiene caprichos que rara vez Antonio le concede, su actitud es muy fría y se muestra interesada ante lo material. A partir del episodio 43, la actriz Eugenia Cauduro fue remplazada por Cecilia Gabriela por encontrarse en embarazo de alto riesgo. Episodios: 1-123.
- Bruno Reyes (Luis Roberto Guzmán): Bruno es un joven entrenador deportivo que pasó su infancia en la calle y por lo tanto es muy sensible, pero siempre busca la oportunidad para divertirse como niño. Al conocer a Angélica, cae enamorado de ella y hará todo por conquistarla. Se convierte en el instructor deportivo del Centro Alegrije donde comparte todo su entusiasmo con los demás. Episodios: 1-135
- Angélica Rivas (Jacqueline Bracamontes): Es una maestra de música muy joven y dulce, siempre dispuesta a entregar todo por los niños, sobre todo por Sofía. Se une al Centro Alegrije para lograr que los niños aprendan música. Es novia de Rogelio, aunque ella no está enamorada de él, por lo que Bruno intenta hacerle ver que Rogelio no es buena persona a la vez que intenta ser su novio. Angélica tiene la capacidad de ser sensible ante los demás y tener presentimientos cuando algo no va bien, pero está muy confundida sobre lo que ella tiene que hacer en su vida. Su madre Chelito no quiere que se case. Episodios: 5-135.
- Darvelio Granados (Héctor Ortega): Es un anciano bondadoso, quien después de dedicarse toda la vida a juntar más y más riquezas, se da cuenta de que su vida está vacía al sobrevivir a un ataque al corazón. Entonces decide fingir su muerte y convertir su mansión en un lugar terrorífico en el que asusta a todo aquel que se acerque con el fin de divertirse. Cuando Sofía y Alfonso descubren la verdad, él se hace amigo de ellos y les enseña la importancia de ser Alegrije, una persona buena, y convierte su mansión en un Centro Alegrije en el cual los niños y sus familias pueden convivir y aprender lo que les gusta. Episodios: 4-135.
- Helga Aguayo (Rosa María Bianchi): Helga estuvo casada por mucho tiempo con Darvelio, pero al aprender mucho sobre alquimia y magia negra, Darvelio le exigió el divorcio. Sin embargo, logró tomar el elixir de la eterna juventud que aprendió del Libro del Alquimista, pero debe tomarlo cada diez años o de lo contrario envejecería hasta morir. Ahora, Helga ha vivido en Transilvania en Rumania y después de enviudar de otros hombres y heredar sus fortunas, decide regresar a México cuando se entera de que Darvelio ha desmentido su muerte. Poco después, Darvelio muere y Helga lo ve como una oportunidad para apoderarse de su fortuna y recuperar el Libro del Alquimista. Aprovecha que se ve muchos años más joven y se hace pasar por la hija de Darvelio, siendo capaz de alterar la paz del Centro Alegrije y provocar discusiones entre todos para estar más cerca de sus objetivos. Episodios: 10-134.
- Asunción Yunque "Chon" (Salvador Sánchez): Chon se convirtió en el sirviente y amigo de Darvelio, siendo el único que sabía que él no estaba muerto. Todos en la colonia lo conocían por tener un carácter fuerte, no era muy educado hasta que los niños llegaron a la mansión de Darvelio. Además es tío abuelo de Alfonso, a quien no acepta en un principio pero él se gana su cariño. Su aspecto aterraba a la gente, pues tenía una verruga y los dientes los perdió en un accidente que lo dejó cojeando. Sin embargo, su aspecto lo arregló al conocer a Chelito y buscar su amor, pero más tarde conoce a Tere y no sabe con cuál de las dos quedarse. Episodios: 1-135.
- Teresa Aguayo "Tere" (Olivia Bucio): Es la madre de Ernestina y la media hermana de Helga. Su madre fue la sirvienta de su padre, por lo que su familia se separó, y ahora intenta mantener el secreto de su origen oculto. Cuando su padre murió, Helga se hizo cargo de mandarle una pensión mensual. Cuando se embaraza, su esposo Santiago la abandona misteriosamente, dejándola sumergida en la depresión y la inseguridad que le transmitió a su hija Ernestina. Cuando Helga se hace pasar por hija de Darvelio, Tere es la única que sabe realmente quién es, pero guarda el secreto y sigue sus órdenes para que nadie se entere de su origen y Helga no le haga daño a Ernestina. Se convierte en la rival de Chelito por el amor de Chon. Episodios: 5-135.
- Elvira Gómez (Roxana Castellanos): Es esposa de Matías y madre de Nayelli y Ricardo. Constantemente tiene peleas con su esposo a quien llama "mariado", sobre todo por no comprarle una camioneta último modelo. Muchas veces no se hace cargo de sus hijos por estar pensando en sus intereses, pero es amorosa con ellos. Es hiperactiva y tiene tendencias a ser imperativa. Es buena amiga de Flor. Al lado de Matías, tiene las escenas cómicas de la historia. Episodios: 3-132.
- Matías Sánchez (Arath de la Torre): Sus hijos son Ricardo y Nayelli. Él y su esposa Elvira, a quien llama "marida", tienen las escenas cómicas de la historia. Su personalidad es muy parecida a la de ella, pues aunque quiere a su familia, muchas veces no les presta la atención necesaria. Es muy terco y tiene constantes peleas con Elvira, pero siempre las solucionan rápido. Es buen amigo de Fito. Episodios: 3-132.
- Consuelo Márquez "Chelito" (Raquel Pankowsky): Es la madre de Angélica. Después de tener una mala experiencia con su ahora difunto esposo, no quiere que su hija se case para que no sufra. Además, piensa que si Angélica se casa, ella se quedará sola. Le encanta la repostería y con ayuda de Darvelio instala su propia cafetería en el Centro Alegrije. Se enamora inmediatamente de Chon, pero más tarde llega Tere al Centro y ambas luchan por quedarse con él. En muchas ocasiones es chantajista para lograr lo que quiere y cuando se entera de algo, no puede contenerse a divulgarlo. Episodios: 5-135.
- Rodolfo Maldonado "Fito" (Rubén Cerda): Es padre de Pablo y esposo de Flor. Con ambos es muy cariñoso. Tiene un puesto de tacos en la calle que atiende junto con su esposa. Es muy alegre y busca lo mejor para su familia. Tiene una buena amistad con Matías. Episodios: 4-135.
- Flor Cárdenas (Adriana Laffan): Mantiene muy buena relación con su esposo Fito y su hijo Pablo. Atiende un puesto de tacos junto con Fito, y es una persona amable hacia todos. Es imperativa con Fito y apoya mucho a su amiga Elvira aunque tenga ideas extremas. Episodios: 4-135.
- Irina Calleja (Luz Elena González): Aunque en un inicio tiene un gran amor hacia Bruno, comienza a sentir celos de Angélica cuando él la conoce. Está orgullosa del cuerpo que tiene y se convierte en la coreógrafa del Centro Alegrije, aunque nadie la quiere por ser Rebuja. Aunque pasa mucho tiempo con Rogelio, sigue teniendo amor hacia Bruno, pero se une a Helga y sigue sus órdenes para terminar con la armonía que Darvelio les enseñó. Nunca logró entenderse con los demás, pues siempre vio muy importante el dinero más que otras cosas. Episodios: 3-97.
- Rogelio Díaz (Sebastián Rulli): Es un abogado altamente corrupto e interesado. En un inicio es novio de Angélica y contrata a Bruno de chofer, pero ella comienza a mostrar más interés en Bruno que en el mismo Rogelio a pesar de que él tiene mucho dinero y prestigio. Cuando Darvelo lo llama para crear su testamento, él se interesa en su fortuna, y a su muerte, se vuelve aliado de Helga para quedarse con una parte de ella. De paso, Helga lo ayuda para evitar una relación entre Angélica y Bruno. Episodios: 5-96.
- Lupillo Ordóñez (Odín Dupeyron): Es el disque socio de Matías Sánchez, pero al final él planeó todo para quedarse con todo el dinero, aunque luego se fue y ya no regresó y él también hace espectáculos pero solo es un estafador y también es recomendado por la productora de La Flecha De Cupido y al parecer era el novio de la productora, Episodios 113-124
- Claudio, vendedor de autos (Archie Lafranco): Se asoció con Elvira. Matias cree que la está engañando con Claudio y le da una lección a Claudio y Elvira a Matias, pero cree que ahora tiene a un galán junto con camioneta último modelo, y Claudio ayudaba a Elvira a hacer una de las suyas, Episodios 86-124
- Santiago Garza (Alfonso Iturralde): Es el padre de Ernestina y esposo de Tere, a quien supuestamente abandonó cuando se enteró de que estaba embarazada. Su participación en la historia es corta pero muy significativa. Episodios: 122-135.
- Reficus (Margarito Esparza): Es el duende de las pesadillas que está bajo las órdenes de Helga. Sus poderes consisten en poder meterse en los sueños de las personas y convertirlos en pesadillas. También es capaz de entrar en la mente de las personas y saber qué es lo que tienen. Episodios 10-135.
- Polo Velarde (Héctor Cruz) Es Un Piloto De Avión Que Contrato Helga Y El Es Muy Tranza Era De Esperarse Y También Es El Cupable De La Herida Que Le Dio A Antonio Pero Luego Helga Lo Delata Y Después Se Fue Directito Ala Cárcel Y También La Policía Ya Lo Andaba Persiguiendo Desde Mucho Antes De Que Lo Acusaran Con La Policía Episodios 124-129

### Niños
- Alfonso Pascual "Alcachofa" (Miguel Martínez): Alfonso vivió toda su vida en su pueblo; quedó huérfano a los tres años y tuvo que estar bajo el cuidado de su abuela. Pero cuando ella alcanza una edad en la que es imposible cuidarlo, se ve obligada a mandarlo con su tío abuelo Chon a la ciudad. Ahí conoce a Sofía y se enamora de ella, haciendo de todo para protegerla y en Bruno ve al padre que nunca tuvo. Cuando Antonio decide mudarse a Monterrey con Sofía, Alfonso busca impedirlo y avienta alcachofas a su casa, llamando la atención de Antonio y haciéndole ver que Sofía no se quiere ir. Desde ese momento, Darvelio lo llama "Alcachofa" por su gran mérito. Su carácter es terco pero amoroso, y desde un inicio sabe que Helga no es buena influencia para ellos en el Centro Alegrije. Episodios: 1-135.
- Sofía Domínguez "Chofis" (María Chacón): Es hija de Antonio, media hermana de Esteban e hijastra de Mercedes. Aunque tiene buena relación con su padre, su madrastra y su medio hermano le hacen pasar malos ratos. Se enamora inmediatamente de Alfonso en cuanto lo conoce, y ahora él peleará por su amor al igual que Ricardo. A pesar de las discusiones en casa, tiene buen corazón. Darvelio comienza a llamara "Chofis". Episodios: 1-135.
- Ricardo Sánchez (Diego Boneta): Es hermano de Nayelli e hijo mayor de Matías y Elvira. Está enamorado de Sofía, por lo que tiene constantes peleas con Alfonso, a quien menosprecia por ser de pueblo. Cuando habla, es común que haga referencias al fútbol, pues su sueño es ser futbolista profesional. Episodios: 1-135.
- Esteban Domínguez (Jesús Zavala): Es el medio hermano de Sofía, a quien su madre, Mercedes, ha malcriado y consentido para que su padre, Antonio, se olvide de su hija. Por lo mismo, Esteban hace muchos berrinches y trata de molestar a todos para tener su atención. Sigue siempre las órdenes de su madre, y pocas veces se une a los demás niños del Centro Alegrije. Puede ser considerado el único Rebujo del grupo Episodios: 1-135.
- Nayelli Sánchez (Nora Cano): Es la hija menor de Matías y Elvira y hermana de Ricardo. Su actitud es la más infantil de los niños por la edad que tiene, es muy alegre y muy valiente. Es la más elocuente del grupo y la más imaginativa. Episodios: 1-135.
- Ernestina Garza (Michelle Álvarez): Es la hija de Tere, quien le ha transmitido mucha inseguridad. Por eso mismo, Ernestina se cree inútil y fea, haciendo constantemente comentarios sobre la mala suerte que tiene. Sueña a menudo con conocer a su padre y que viva con ellos, pero su madre le rompe las ilusiones siempre. Episodios: 1-135.
- Pablo Maldonado "Chuletón" (Tony Cobián): Es hijo de Flor y Fito, quienes lo han educado para que coma mucha comida chatarra y presenta problemas de sobrepeso igual que sus padres. Cada que dice alguna frase, incluye algo que tenga que ver con comida. Por eso Darvelio decidió llamarlo "Chuletón". Es muy solidario y alegre, jamás tiene problemas con los demás. Es sensible ante lo que les pase a los demás, incluso con los animales. Episodios: 1-135.
- Allisson Rebolledo (Allisson Lozz): Allisson es huérfana, por lo que vive en un orfanato. Ahí es donde Helga, buscando una niña que la ayude a consumar sus planes, la mira rompiendo los lentes de la prefecta, por lo que decide adoptarla y llevarla al Centro Alegrije haciéndola pasar por su sobrina. A pesar de que Allisson finge ser amiga de todos los niños, siempre sigue las órdenes de Helga. Los demás saben que Allisson es Rebuja, pero aun así la tratan bien. Lo que Allisson quiere es que Helga consiga todos los bienes de Darvelio, para que cuando ella muera, pueda heredarlos todos. Episodios: 55-135.

## Discografía
- Disco Alegrije (2003)
- Disco Rebujo (2003)
- Navidad Alegrije (2003)
- Navidad Rebujo (2003)
- Alegrijes y Rebujos en Concierto (2004)

## Premios y nominaciones

### Premios TVyNovelas 2004
| Categoría                 | Persona                | Resultado |
| ------------------------- | ---------------------- | --------- |
| Mejor actor de reparto    | Arath de la Torre      | Nominado  |
| Mejor revelación femenina | Jacqueline Bracamontes | Ganadora  |

### Premios INTE 2004
| Categoría                 | Persona     | Resultado |
| ------------------------- | ----------- | --------- |
| Programa infantil del año | Rosy Ocampo | Ganador   |